# ColecoVision
La ColecoVision es una consola de videojuegos de segunda generación lanzada al mercado estadounidense en agosto de 1982 por la empresa Coleco.
La ColecoVision ofrecía para su tiempo gráficos y jugabilidad de calidad arcade, la capacidad de jugar con cartuchos de su principal competidora la Atari 2600, y medios para ampliar el hardware del sistema. La ColecoVision se lanza con un catálogo inicial de 12 juegos con otros 10 títulos programados a lo largo de 1982. En total, aproximadamente 100 títulos se lanzaron como cartuchos para la consola entre 1982 y 1984.

## Historia
La consola se lanzó por la compañía Coleco en 1982, y gracias a la licencia firmada con la empresa Nintendo, contaba con una versión de Donkey Kong que recibió muy buenas críticas, lo que contribuyó en gran medida a su popularidad. En las Navidades de 1982, Coleco había vendido 500.000 unidades. Su principal competidor fue la más avanzada pero de menor éxito comercial Atari 5200.
La ColecoVision fue distribuida por CBS Corporation fuera de la unión americana, bajo la marca CBS ColecoVision.
Las ventas superaron el millón de unidades a principios de 1983, antes de la Crisis del videojuego de 1983. La ColecoVision fue descatalogada en la primavera de 1984. Incluso con esas dificultades, la ColecoVision vendió más de 6 millones de unidades. En 1986, Bit Corporation produjo un clon de la ColecoVision llamado Dina, que se vendió en Estados Unidos por Telegames como la Telegames Personal Arcade.
River West Brands es el actual propietario de la marca ColecoVision.

## Hardware
La unidad principal de la consola es una caja de plástico rectangular de 14 x 8 x 2 pulgadas que alberga la placa madre, con una ranura de cartucho en la parte inferior derecha y en el frontal directamente bajo ella, un conector de borde de tarjeta protegido por una trampilla para las ampliaciones. En la trasera está el conector de cuatro pines de la fuente de alimentación  externa (+5V, +12 V, -5V) y la salida del modulador de televisión. La parte superior de la carcasa alberga los dos controladores de juego, que se conectan mediante conectores DE-9. La cuna provee del espacio par dejar recogidos los cables en espiral.
Los controladores de serie de la consola son muy parecidos a los de la Mattel Intellivision. Cada uno de ellos tiene forma rectangular y consta de un keypad numérico de 12 teclas, dos botones de fuego, uno a cada lado del controlador y una seta circular de 1,5 pulgadas que hace las funciones de joystick. El keypad acepta overlays para mapear las teclas en las funciones de un juego determinado. Cada consola viene con dos mandos que tenían la posibilidad de extraerlos y poner otros mandos, sorprendentemente podía usar mandos de Atari 2600 o incluso de Sega Genesis.
Todos los cartuchos desarrollados por Coleco y parte de los desarrollos de terceros presentan una pausa de veinte segundos antes de presentar la pantalla inicial. Esto se debe a un bucle intencionado en la BIOS de la consola para mostrar en pantalla la marca ColecoVision. Compañías como Parker Brothers, Activision y Micro Fun se saltan ese bucle para lo que necesitan embeber partes de la BIOS en el cartucho, lo que redunda en un menor espacio para el juego.

### Especificaciones técnicas
- CPU: Zilog Z80A  corriendo a 3,58 MHz
- Procesador de video: Texas Instruments
  - Resolución de 256x192 píxeles
  - 32 sprites
  - 16 colores
- Chip de sonido: Texas Instruments SN76489AN
  - 3 generadores de tonos
  - 1 generador de ruido
- VRAM: 16 KiB
- RAM: 1 KiB
- Almacenamiento: Cartuchos de 8/16/24/32 KiB

### Similitudes con otras plataformas
La ColecoVision utiliza la misma CPU y chip de vídeo que los ordenadores MSX y la Sega SG-1000/SC-3000. Comparte también con las consolas Sega el chip de sonido (incluyendo a la Sega Master System), lo que lo hace igual en capacidades hardware. Los MSX utilizan un chip de sonido diferente, pero con unas capacidades muy similares, el General Instrument AY-3-8910. Debido a ello es muy sencillo portar los juegos entre las tres plataformas.

## Módulos de Expansión

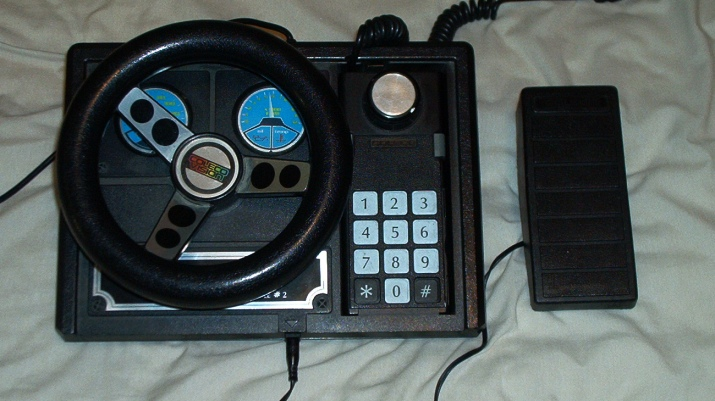
Expansion Module #2

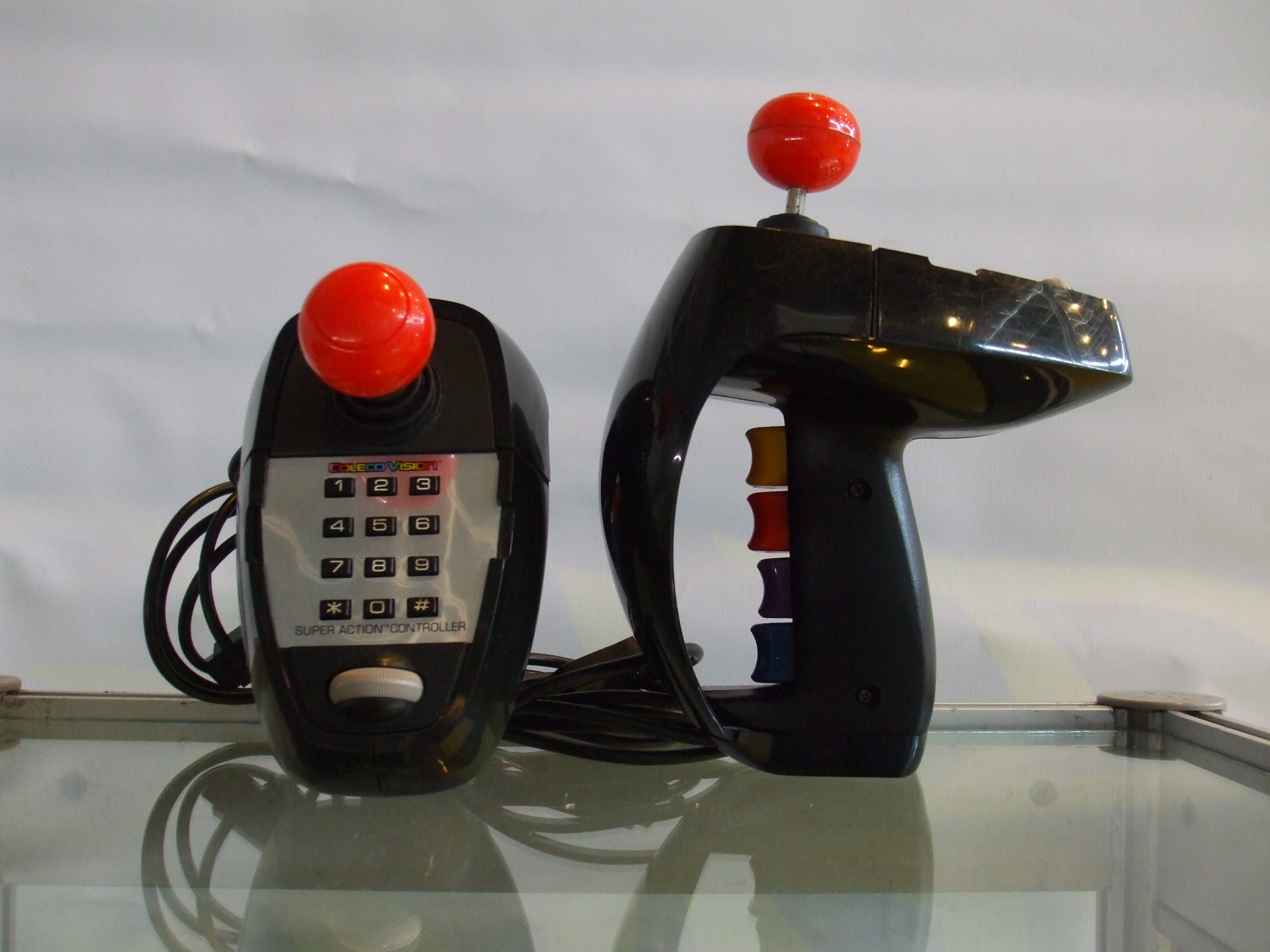
Super Action Controller

Desde su lanzamiento, Coleco ha promocionado la ampliación llamada Expansion Module #1 que permite a la ColecoVision utilizar cartuchos de Atari 2600. Funcionalmente, esto le dio la ColecoVision la mayor biblioteca de software de cualquier consola de su tiempo. Esto trae una demanda de Atari, pero la pierde porque la consola está fabricada con componentes comunes. La decisión del juzgado permite además a Coleco desarrollar su propio clon de la 2600, la Coleco Gemini, que es un clon exacto de la 2600 pero con mandos de joystick/paddle combinados.
Expansion Module #2 es un sistema de conducción que consiste en un volante, pedal de acelerador y el juego incluido Turbo. Este control puede utilizarse además con los juegos Destructor y Dukes Of Hazzard. 
Expansion Module #3, la ampliación definitiva, se lanza en el verano de 1983. El Module #3 convierte a la ColecoVision en un completo ordenador, conocido como el Coleco Adam, que incluye un teclado y unidades digital data pack (DDP, una casete en una carcasa especial que graba a alta velocidad). El Module #3 se concibe originalmente para ser el supermódulo de juegos de la ColecoVision (Super Game Module) que utilizaría game wafers como sistema de almacenamiento. Aunque Coleco presenta una maqueta del SGM en el New York Toy Show de 1983, nunca fue fabricado. Hubo también rumores de que incorporaría una lectora CED de RCA como sistema de almacenamiento masivo de datos.
Coleco crea un prototipo de una cuarta expansión que le permitiría ejecutar cartuchos de la consola Intellivision, pero nunca se lanzó.
Existieron dos controladores de juegos alternativos fabricados por Coleco. El primero fue el Roller Controller, una trackball que incluía un cartucho con una conversión del juego arcade de 1982 Slither. El segundo fue el Super Action Controller Set, que recuerdan a un par de guantes de boxeo con joystick de bola, keypad y una rueda con funciones de paddle en la zona superior, y cuatro botones de fuego (uno por dedo) en la empuñadura. Se vendía con el juego Super Action Baseball y posteriormente con loas juegos Super Action Boxing (inspirado en Rocky) y una conversión del arcade Front Line.
Además se fabricaron por terceras partes:
- Spectravideo: Quickshot III Deluxe (SV103)
- High Score: Grabber Balls
- Suncom: Joy Sensor
- Wico: Joystick, ColecoVision
- Sketch Master: Super Sketch Pad, una tableta gráfica con la particularidad de que se conecta a su propio cartucho en lugar de usar uno de los puertos de juegos.

## Juegos

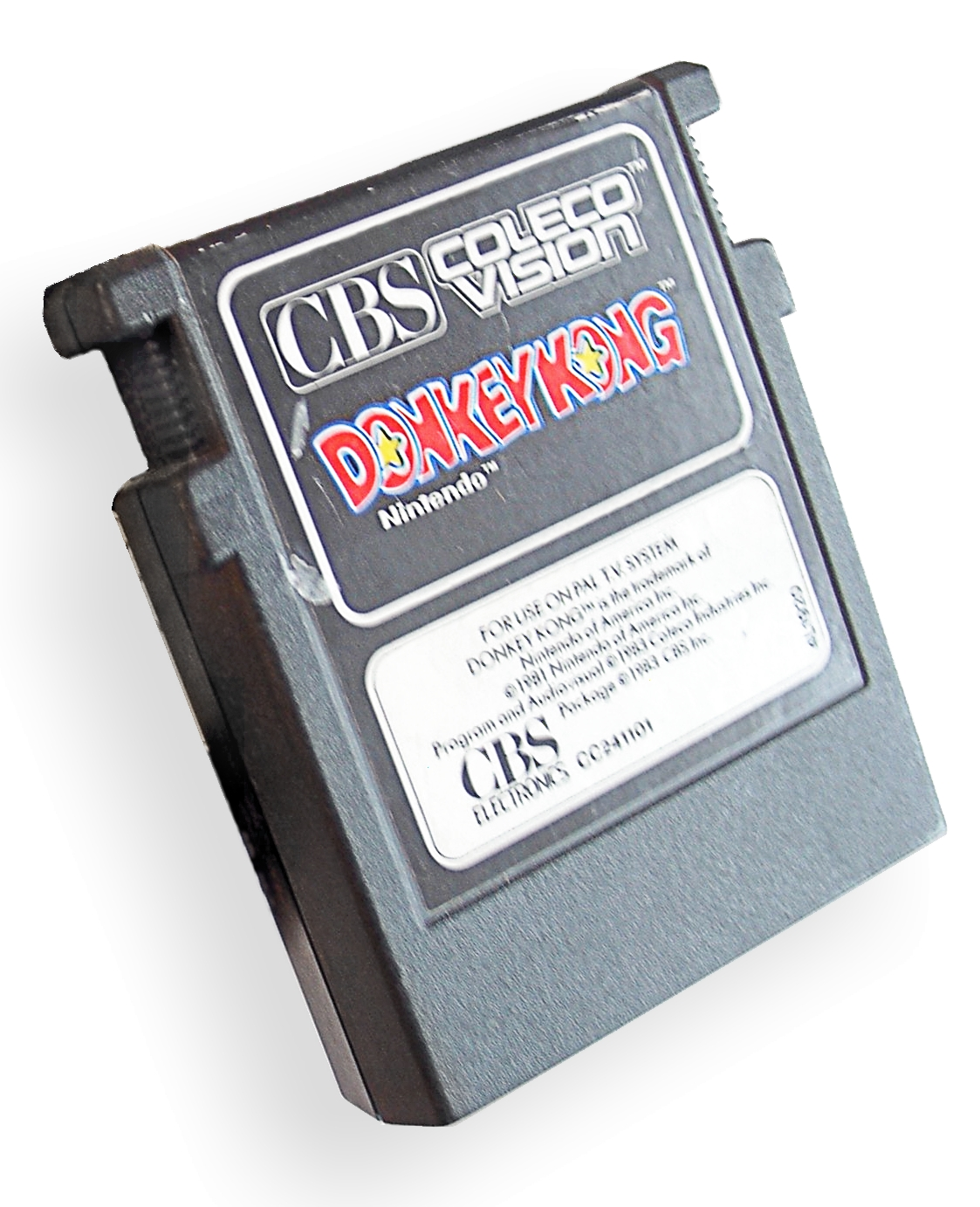
Un cartucho del videojuego Donkey Kong, siendo el más vendido de la consola

Coleco se centra en desarrollar conversiones licenciadas de arcades que no posee Atari. Consciente del firme respaldo de Namco (los creadores de Pac-Man y muchos otros éxitos legendarios), Coleco negocia con compañías como Sega, Konami, y Universal. Dado que la ColecoVision podría producir conversiones con calidad arcade, revistas especializadas como Electronic Games fueron unánimes en su entusiasmo por la consola.
Algunos de sus más populares juegos son Donkey Kong (de serie con la consola), Donkey Kong Junior, Carnival, Lady Bug, Mouse Trap, y Zaxxon. Coleco también populariza arcades menos conocidos como Venture, Cosmic Avenger, y Mr. Do!.  En algunos casos las versiones de la consola son incluso superiores al arcade original, como Space Panic. Coleco también realiza conversiones de muchos de esos juegos a la Atari 2600 y la Intellivision, en un esfuerzo por ampliar su mercado.
Aparte de las conversiones arcade, la ColecoVision ofrece pocos juegos originales, aunque son muy notables Smurf: Rescue in Gargamel's Castle (comercializado como Pitufo en España), War Room, Illusions, y Fortune Builder, una primera incursión en los juegos tipo SimCity.
Coleco tenía muy mala fama por sus continuas ofertas vaporware. Un ejemplo de ello es la adaptación del juego de rol Tunnels & Trolls. Se desconoce si las capturas de pantalla impresas procedían de un prototipo en desarrollo o eran meras ilustraciones pre-desarrollo. La caja de la ColecoVision muestra otros ejemplos como Chess Challenger, Side Trak, Rip Cord, Horse Racing, y Mr. Turtle.

## Legado

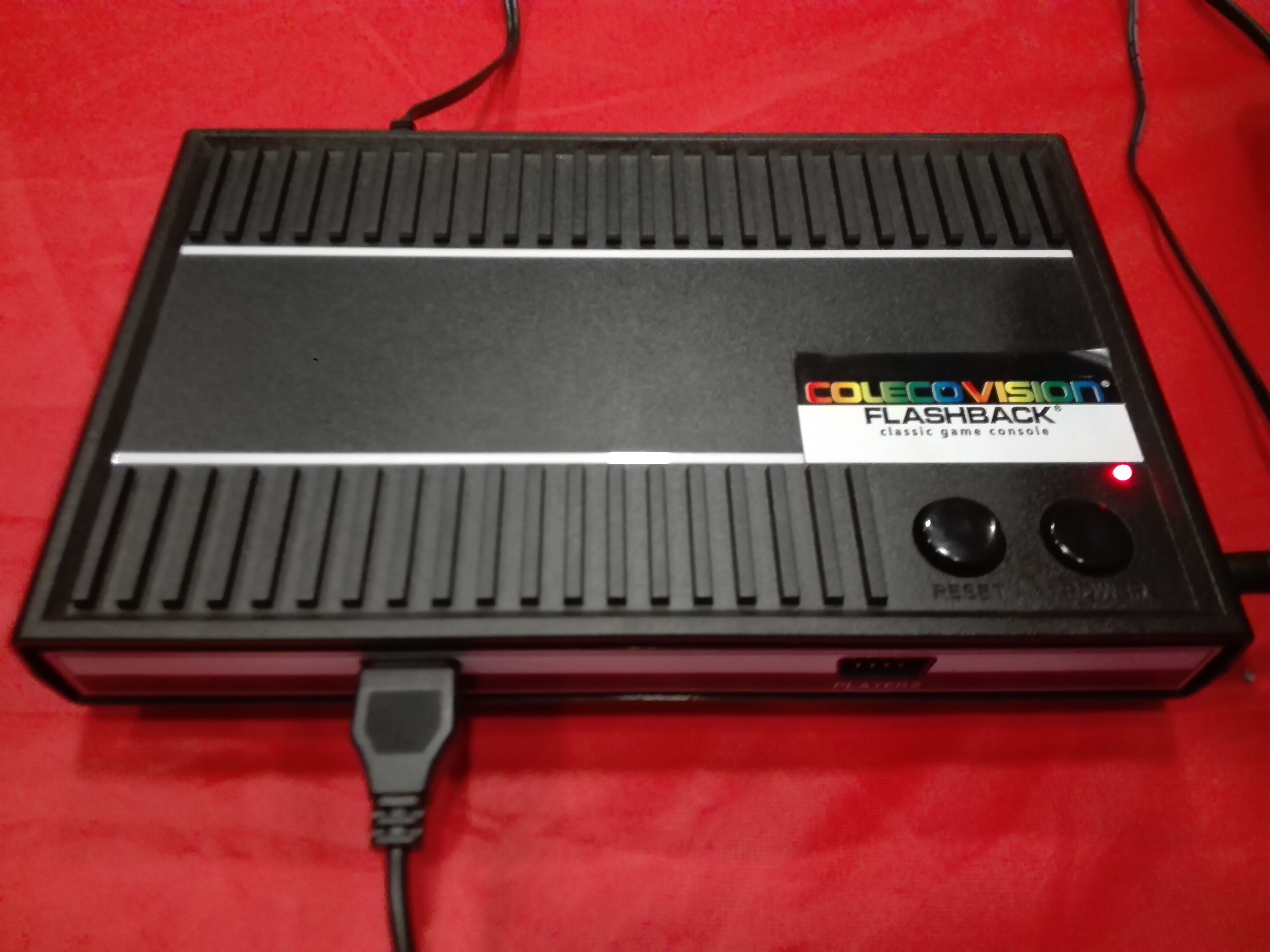
ColecoVision Flashback

Masayuki Uemura, jefe del desarrollo de Famicom, declaró que la colecovisión estableció el inicio que influyó en cómo debería ser la  Famicom, . Durante la creación del Nintendo Entertainment System, Takao Sawano, gerente jefe del proyecto, trajo a su hogar un colecovisión a su familia,quien quedó impresionado por la capacidad del sistema de producir gráficos suaves, que contrastaban con el parpadeo comúnmente visto en los juegos Atari 2600.

En 1986,  Bit Corporation produjo un clon de ColecoVision llamado Dina, que fue vendido en los Estados Unidos por Telegames como Telegames Personal Arcade.

IGN nombró a ColecoVision como su 12.ª mejor consola de videojuegos de su lista de 25, citando "su increíble precisión al traer a casa los éxitos arcade de la generación actual".
En 1997, Kevin Horton desarrolla el primer homebrew para la ColecoVision, Kevtris, un clon de Tetris. Desde entonces docenas de juegos homebrew han sido desarrollados.

En 1997, Telegames lanzó Personal Arcade Vol. 1, una colección de juegos de ColecoVision para Microsoft Windows, y una continuación de 1998, Colecovision Hits Volume One.
In 2012, Opcode Games released their own Super Game Module expansion, which increases RAM from 1 KB to 32 KB and adds four additional sound channels. This expansion brings the ColecoVision close to the MSX architecture standard, allowing MSX software to be more easily ported.

En 2012, Opcode Games lanzó su propia expansión Super Game Module, que aumenta la RAM de 1 KB a 32 KB y agrega cuatro canales de sonido adicionales.Esta expansión acerca a ColecoVision a la arquitectura de MSX, lo que permite que el software MSX se pueda portar más fácilmente.
En 2014, AtGames comenzó a producir la consola ColecoVision Flashback que incluye 60 juegos, pero no el juego de Donkey Kong.